# 日和佐町
日和佐町（ひわさちょう）は、徳島県にあった町。海部郡に属した。
本項では発足時の名称である赤河内村（あかがわちそん）、町制日の名称である赤河内町（あかがわちちょう）と、1956年まで存在した旧・日和佐町、同町の町制前の名称である日和佐村（ひわさそん）についても述べる。
2006年3月31日に由岐町と合併し、美波町となった。

## 地理
大部分が山地であり、南東側は太平洋に面する。町内の大浜海岸にはウミガメが上陸する。1967年に「大浜海岸のウミガメ及びその産卵地」として国の天然記念物に指定された。
- 山岳 ： 後世山、日向丸、大影山、玉厨子山、八郎山、胴切山
- 河川 ： 日和佐川、山河内谷川、北河内谷川、赤松川、奥潟川

## 歴史
- 1889年（明治22年）10月1日 - 町村制の施行により、以下の2村が発足。
  - 赤河内村 ← 北河内村、西河内村、山河内村、赤松村[1]
  - 日和佐村 ← 日和佐浦、奥河内村、恵比須浜村
- 1907年（明治40年）1月1日 - 日和佐村が町制施行して日和佐町（第1次）となる。
- 1915年（大正4年）8月 - 赤河内村役場が新築落成。
- 1948年（昭和23年）6月1日 - 赤河内村の一部（大字北河内字田井）が日和佐町（第1次）に編入。
- 1950年（昭和25年）3月25日 - 昭和天皇が徳島県水産試験場、日和佐保育所、日和佐高等学校に行幸（昭和天皇の戦後巡幸）[2][3]。
- 1956年（昭和31年）9月30日 - 赤河内村が日和佐町（第1次）を編入・町制施行して赤河内町となる。赤河内町が即日改称して日和佐町（第2次）となる。
- 2006年（平成18年）3月31日 - 由岐町と合併して美波町が発足。同日日和佐町（第2次）廃止。

## 行政

### 歴代村長
赤河内村時代の歴代村長。
| 代    | 氏名       | 就任年月日                 | 退任年月日                | 備考 |
| ----- | ---------- | -------------------------- | ------------------------- | ---- |
| 初-3  | 谷崎安太郎 | 1889年（明治22年）12月5日  | 1899年（明治32年）8月1日  |      |
| 4-5   | 井上喜久太 | 1899年（明治32年）12月2日  | 1907年（明治40年）12月8日 |      |
| 6-7   | 古角栄三郎 | 1908年（明治41年）3月10日  | 1916年（大正5年）3月6日   |      |
| 8-13  | 五島利明   | 1916年（大正5年）3月27日   | 1940年（昭和15年）4月9日  |      |
| 14-15 | 中久治一   | 1940年（昭和15年）4月12日  | 1944年（昭和19年）5月31日 |      |
| 16    | 亀谷良作   | 1944年（昭和19年）8月8日   | 1945年（昭和20年）10月8日 |      |
| 17    | 鈴木利市   | 1945年（昭和20年）10月20日 | 1946年（昭和21年）11月8日 |      |
| 18    | 牧本市太郎 | 1947年（昭和22年）4月1日   | 1948年（昭和23年）4月30日 | 公選 |
| 19    | 永井芳松   | 1923年（昭和23年）5月20日  | 1952年（昭和27年）5月19日 |      |
| 20    | 鈴木利市   | 1952年（昭和27年）5月20日  | 新日和佐町長              |      |

### 日和佐町長
戦後以降
| 代 | 氏名     | 就任年月日                | 退任年月日    | 備考     |
| -- | -------- | ------------------------- | ------------- | -------- |
|    | 町弥一   | 1947年（昭和22年）4月5日  |               |          |
|    | 鈴木利市 | 1956年（昭和31年）9月30日 |               |          |
|    | 森義勝   | 1963年（昭和38年）5月1日  | 1979年        |          |
|    | 喜田寛   | 1979年（昭和54年）5月1日  | 1995年4月     |          |
|    | 近藤和義 | 1995年（平成7年）4月      | 2005年8月11日 |          |
|    | 藤井格   | 2005年（平成17年）9月     | 2006年        | 美波町長 |

## 姉妹都市・提携都市
- 姉妹都市
  - ケアンズ市（オーストラリア）
  - 詫間町（香川県、現：三豊市）
  - 恩納村（沖縄県国頭郡）

## 産業

### 農林水産業
- 昭和40年代まで林業が盛んに行われた。樵木林業が行われていた。日和佐浦の山林などで備長炭の材料となるウバメガシが自生している。当時機械が無いので、ウバメガシを山林にある炭窯で焼いて、炭で軽くして運び出していた。薪や炭を関西に出荷していた。1954年、木炭約90トン、薪100万束を生産し、林業の売り上げの約7割を占めていた[4][5]。

## 教育

### 高等学校
- 徳島県立日和佐高等学校（2006年に徳島県立海部高等学校へ統合）
- 徳島県立水産高等学校（2009年に徳島県立徳島科学技術高等学校へ統合）

### 中学校
- 日和佐町立日和佐中学校

### 小学校
- 日和佐町立日和佐小学校
- 日和佐町立赤松小学校

## 交通

### 鉄道路線
- 四国旅客鉄道（JR四国）
  - 牟岐線　（由岐町） - 北河内駅 - 日和佐駅 - 山河内駅 - （牟岐町）

### 道路
- 高速道路

なし
- 一般国道

国道55号
日和佐道路
- 県道

徳島県道19号阿南鷲敷日和佐線
徳島県道25号日和佐小野線
徳島県道36号日和佐上那賀線
- 道の駅

日和佐

## 観光
- 大浜海岸
- 四国八十八箇所第23番札所・薬王寺
- 日和佐八幡神社
- 赤松神社
- 玉木八幡神社

## 出身有名人
- 橋本シャーン（画家）
- 福井敏雄（気象キャスター、タレント）
- 吹田徳雄（科学者）
- 灘蓮照（将棋棋士）